# Fröken Sverige (film)
Fröken Sverige är en svensk dramafilm från 2004 i regi av Tova Magnusson.

## Handling
Moa är 19 år och vegan. Med sina vegankompisar demonstrerar hon utanför McDonald's, men egentligen vet hon inte vad hon själv tycker. Hemma för sig själv lyssnar hon på schlagerpop och sminkar sig. När hon en dag får veta att kompisarna tycker hon är töntig får hon nog och bjuder kompisgänget på köttgryta. När hon skaffar sig ett nytt liv dras hon ändå till fel sorts killar, den snobbige André bedrar henne och den ende hon kan lita på är värstingen Jens.

## Om filmen
Den svenska premiärvisningen av Fröken Sverige var den 3 september 2004. Filmens tagline är Jag har stans största pattar, you and me forever? ;-)

## Kritik
Så här är det att vara tonåring. Det är riktigt roligt, sjabbigt, jobbigt och alldeles underbart ibland. Handen på hjärtat, det här är den bästa ungdomsfilmen sen Fucking Åmål. På riktigt. (Betyg: 5T) Boel Bermann, SVT Text
Det blir okej, men bara okej tyvärr. Kanske ligger problemet i manusförfattaren Sara Kadefors högt ställda krav på sig själv som hon berättar om i filmbolagets pressmaterial: "Min ambition har varit att skriva en historia som både är underhållande och som ställer viktiga existentiella frågor". Och många trådar har sannerligen tjoffats in i dessa 90 minuter svensk ungdomsfilm. Det hade liksom räckt till en liten miniserie, några alternativa avsnitt av Spung kanske. (Betyg: 3T) Karoline Eriksson, Svenska Dagbladet

## Rollista (i urval)
- Alexandra Dahlström - Moa
- Sissela Kyle - Iris
- Magnus Roosmann - Bengt
- Sverrir Gudnason - Conny
- Sebastian Ylvenius - André
- Oldoz Javidi - Kim
- Leo Hallerstam - Jens
- Eva-Lotta Helmersson - Vanna
- Michaela Berner - Josefin
- Matias Varela - Hector
- Peter Viitanen - Ola
- Figge Norling - Hantverkare
- Felix Fröjd - Vincent